# Anan (tidskrift)
anan är en japansk tidning som har yngre kvinnor som målgrupp och huvudsakligen handlar om kläder och mode. Det finns även ett spel till Nintendo DS som lånar namnet från tidningen, titeln på spelet är anan Supervision: Quick Female Power Boost och riktar sig till samma målgrupp som tidningen.